# 록스테디

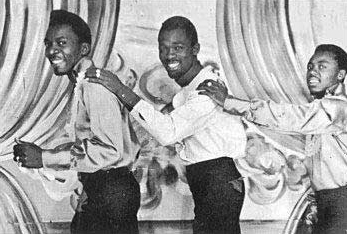

록스테디(Rocksteady)는 1966년에서 1968년 사이에 자메이카에서 유행했던 대중 음악의 일종이다.